# Egna hem, Kristianstad

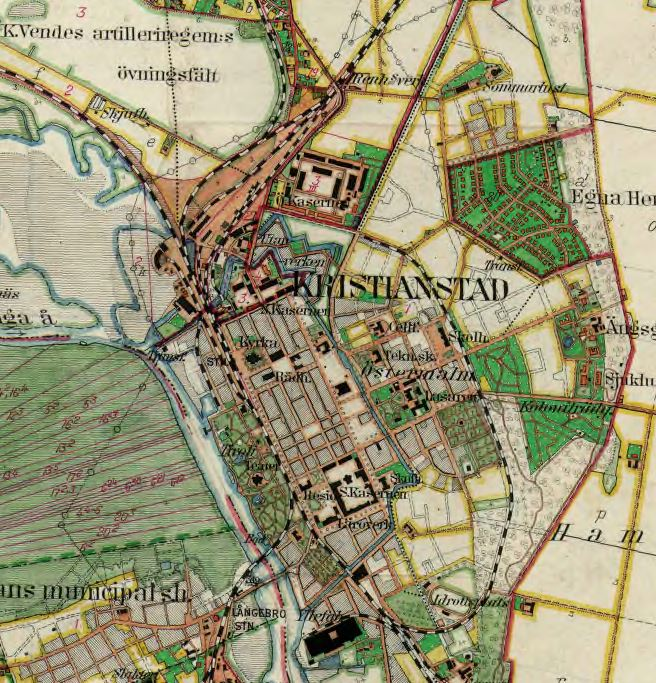
Häradsekonomiska kartan 1926-1934.Egna Hems området i grönt västerut på kartan.

Egna hem i Kristianstad började byggas 1908/1909 och då bildades den egna hemförening, som sedan nedlades 1960 då området var färdigbyggt. Kristianstadsbladet uppgav 2023 att det bodde 1382 personer på området. Egnahem har en areal på 0,519 kvadratkilometer (519 000 m2) alltså 375 m2 per individ. Kristianstadsbladet har också tagit fram stadsdelskartor över Kristianstads olika stadsdelar och skrivit artiklar om olika stadsdelar.
1908 är det första huset färdigbyggt på det område som sedermera får namnet Egnahem. De tre kvarter på området som byggdes först var Violen, Rosen och Björken. Inom dessa kvarter lades det ut 47 tomter. Egnahemsområdet växte snabbt och redan 1920 hade det byggts cirka 100 småhus. 1925 började området norr om Prästallén bebyggas med de första husen. Denna sent bebyggda del av området fortsätter att bebyggas under 1930- och 1940-talet och i en mer måttlig takt. Typhus dyker upp i exploateringen av området under 1950- talet och då sker byggandet i större skala. När området var färdigt fanns totalt cirka 300 hus inom området Egnahem. Stilen på husen varierar från jugendhus, 20- tals klassicism, nationalromantik och slutligen typhus byggda som kedjehus i slutet av 50- talet. Dessutom byggde AB Kristianstadsbyggen 20 kedjehus i kvarteret Resedan 1964. Bostadshusen i området är i huvudsak friliggande på rätt stora tomter. Gatunät och miljön ger ett intryck av trädgårdsstad. Området blev däremot inte ett område för arbetarna som var den ursprungliga tanken. Kostnaderna blev för höga och det var i huvudsak medelklassen som bosatte på området. Området har förskola, och Parkskolan som byggdes 1944 fungerar som områdets skola men i övrigt finns ingen närservice förutom en pizzeria.
Egna Hems rörelsen i Kristianstad län hade en länsförening Andelsföreningen Eget Hem inom Kristianstads län u.p.a. som etablerats 1906. Föreningen genomförde försäljningar av mark för egna hems byggande till enskilda personer. Rörelsens handlingar finns i Kristianstads läns hushållningssällskaps arkiv i Lunds Landsarkiv.
Föreningen Gamla Christianstad har gett ut skriften Egna Hem under 100 år. Skriften innehåller fyra olika skrifter som tidigare har skrivits av fyra olika författare Hugo Carlsson Egnahem i Kristianstad, Inga Kindbloms Egnahem i Kristianstad först publicerad 1973 i Gamla Christianstads Årsskrift, Lizzie Holmquist skrev om sin barndom En egnahemstös berättar och slutligen Sune Friströms Bröderna Persson på Egna hem. Skriften berättar att husen i kvarteren som avgränsas av Skogsvägen, Lyckans väg, Parkvägen och Bokvägen byggdes först och de flesta bör ha varit klara 1915. De affärer som fanns på området finns dokumenterade, en karta visar när husen byggdes, allt ifrån starten 1908. Närservice i form av affärer har tidigare inte saknats.
Kvarteret Resedan är en del av området där bebyggelsen har bytts ut. 1964 revs barnrikehusen i kvarteret Resedan som var byggda av Kristianstad stad. De ersattes med kedjehus som byggdes av ABK. Företaget har 2014 bytt ut de gamla tegelpannorna från 1964 på kedjehusen och rustat upp de 20 kedjehusen som är hyresrätter. Lizzie Holmqvist, som var född 1921 och blev kommunalråd i Kristianstad 1983–1989, bodde som barn på Bokvägen och berättar i En Egna hemstös berättar:

I kvarteret Resedan, alltså Stans hus, var husen byggda i en fyrkant och inuti den fyrkanten fanns en branddamm, som vi kallade brandgraven. Den var våt och fylld av dy och grodor. Brandgraven var omgiven av ett högt staket som skydd för barnen. Det var absolut förbjudet att klättra över. Efter vad jag minns var det bara en som vågade, Sven Hansson ("starke Sven", legendariskt kommunalråd i Kristianstad). Och det fick han stryk för.

Lizzie Holmqvist berättade om midsommarfirande som firades i kvarteret Resedan. Möjligen tänker hon då på midsommarfirande i hörnet av Björkvägen-Floravägen. Detta firande finns dokumenterat på bild i Egna Hem under 100 år.
Långt nere vid Floravägens södra ände fanns ett mindre obebyggt område. På detta område hade Folkskoleseminariet i Kristianstad ett odlingsområde. Där undervisades eleverna på seminariet i trädgårdsskötsel. Området försvann när Barnpsykiatrin byggde sin nya institutionsbyggnad 1966. BUP firade 40-årsjubileum 2006. Jubileet firades precis på dagen 40 år efter invigningen av barnpsykiatrin som ursprungligen skedde musik av Kristianstads Musikkår. Från 1940-talets slut hade föreningen Hemgården lokaler där Ängsgårdens förskola har flyttat in. Hemgården flyttade till skjutsstallarna först 1965, alltså samtidigt som Barnpsyk byggdes.